# Kathedrale von Faro

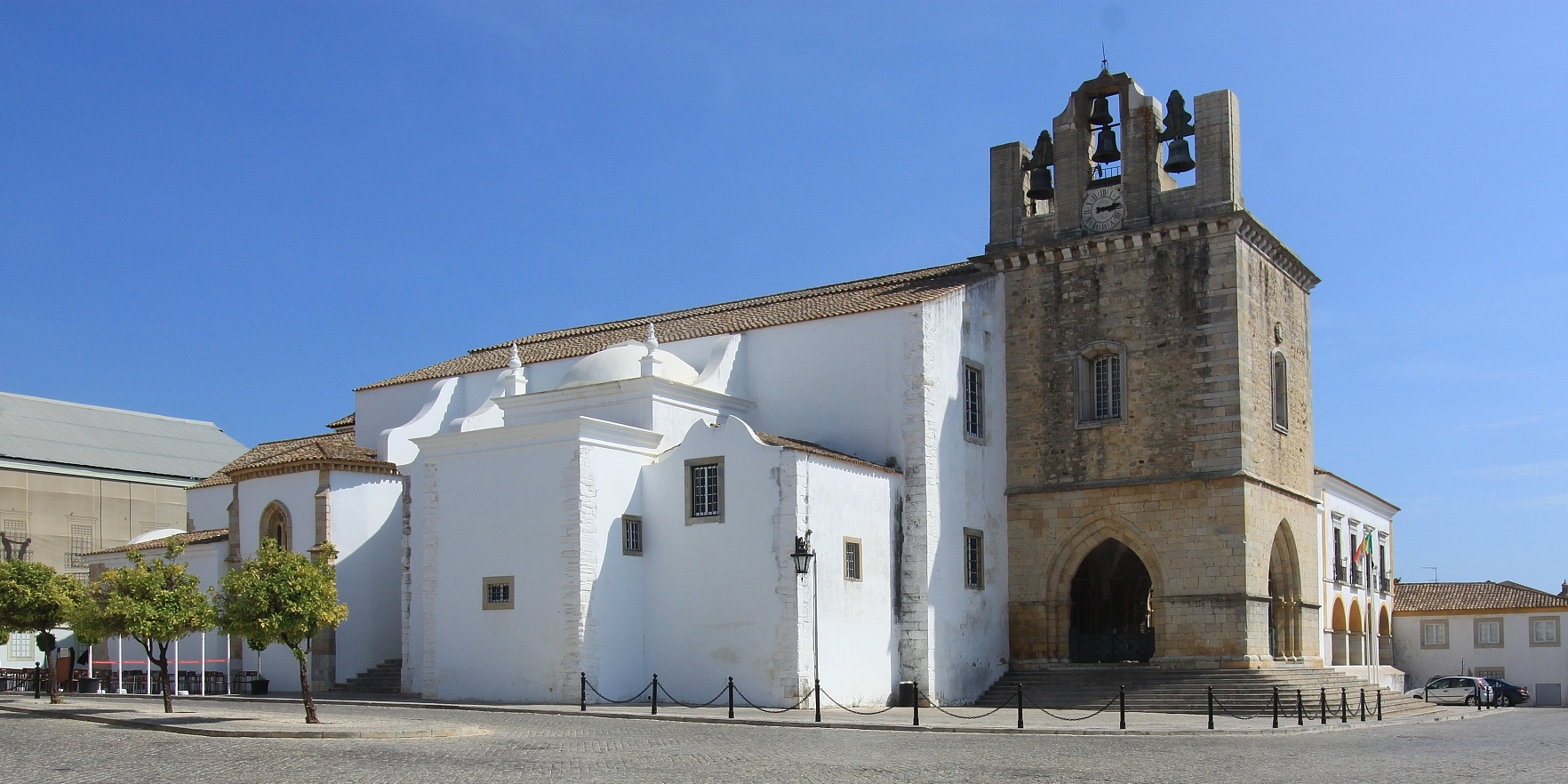
Kathedrale von Faro

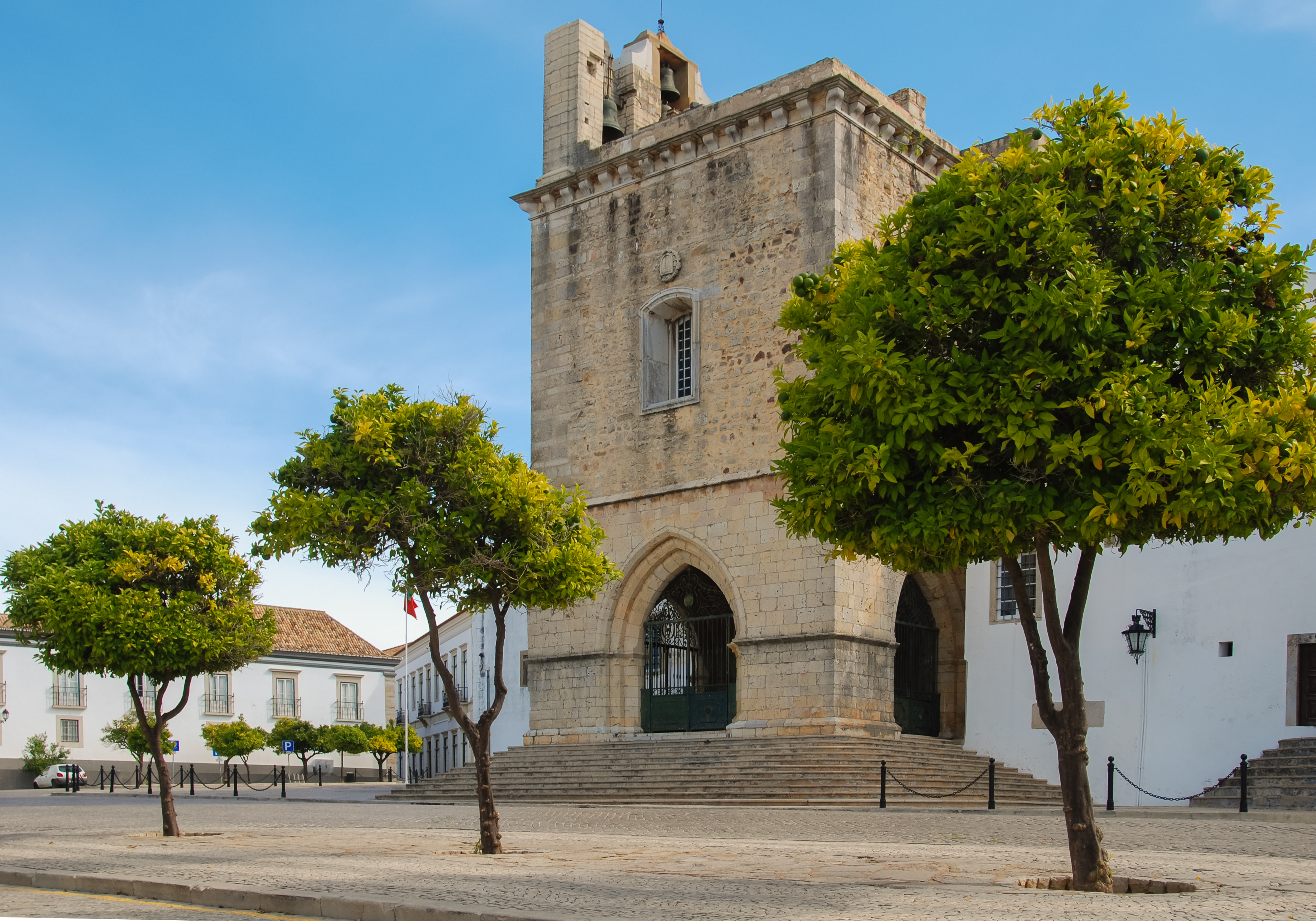
Turm der Kathedrale von Faro

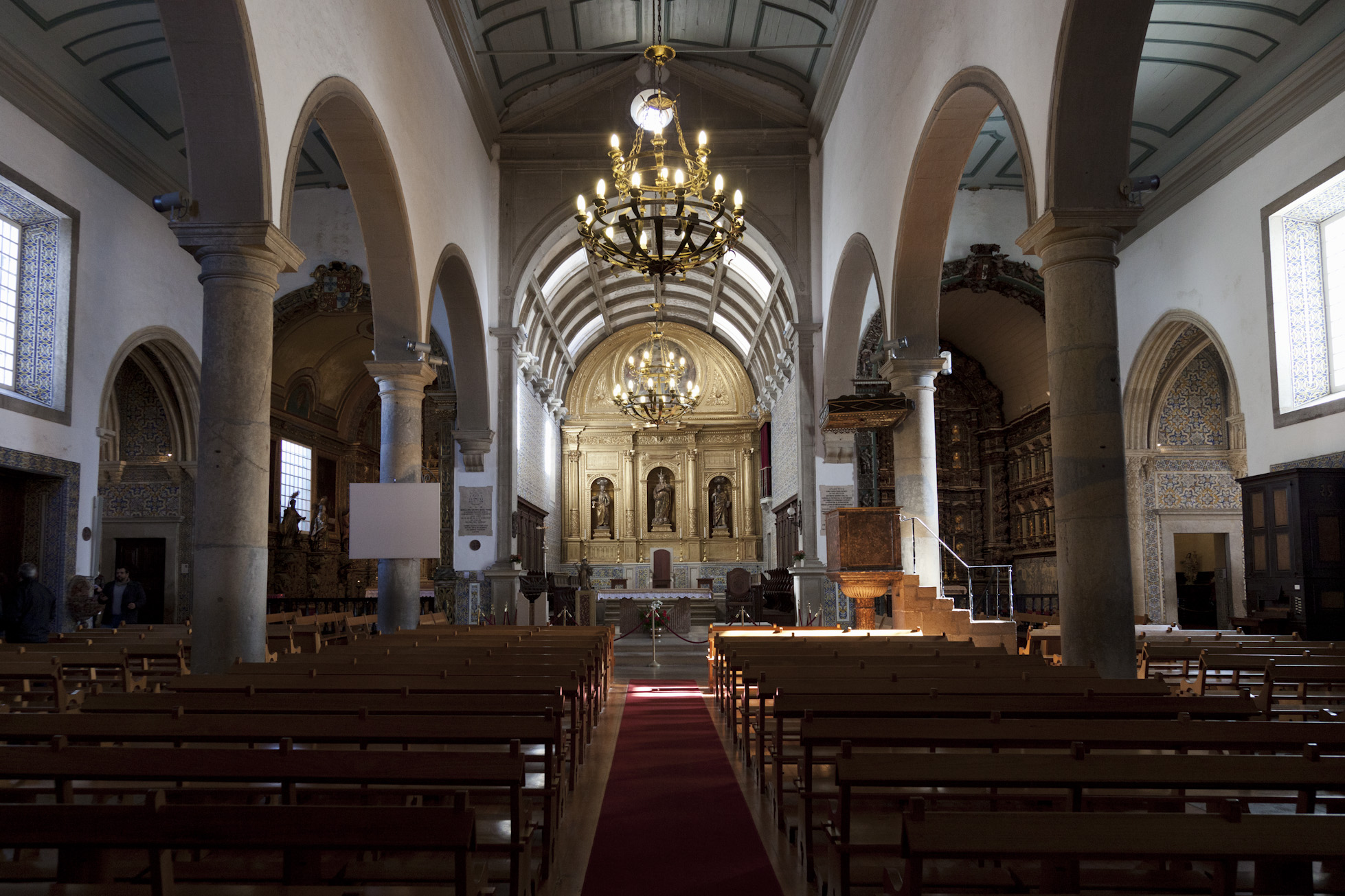
Kathedrale von Faro, Innenansicht

Die Kathedrale von Faro (portugiesisch Sé Catedral de Faro) in der südportugiesischen Hafenstadt Faro ist der Sitz des im Jahr 1577 von Papst Gregor XIII. gegründeten römisch-Katholischen Bistums Faro (auch Diocese do Algarve).

## Lage
Die Kathedrale steht auf dem höchsten Punkt des beim Hafen gelegenen Altstadt- und Festungshügels der Stadt Faro in einer Höhe von ca. 80 m.

## Geschichte
Obwohl die Geschichte des seit dem Jahr 1189 in Silves angesiedelten Bistums bis ins 4. Jahrhundert zurückreicht (Ossónoba), fand nach der Rückeroberung (reconquista) der von den Mauren besetzten Gebiete im Südwesten der Iberischen Halbinsel durch König Alfons III. um die Mitte des 13. Jahrhunderts erst im Jahr 1577 eine Neugründung des Bistums mit Sitz in Faro statt.
An der Stelle einer – archäologisch nicht nachgewiesenen – frühchristlichen Kirche und einer anschließenden Moschee entstand unter der Herrschaft von Dinis I. (reg. 1279–1325) ein neuer Kirchenbau auf dem Festungshügel von Faro, von dem noch der Turm erhalten ist. Bischof Jerónimo Osório von Silves erreichte im Jahr 1577 die Rückverlegung des Bischofssitzes nach Faro. 19 Jahre später wurde die Stadt von den Soldaten des englischen Feldherrn Robert Devereux, 2. Earl of Essex, belagert und in Brand gesetzt, wobei auch die Kathedrale betroffen war. Diese wurde in den Folgejahren mit Hilfe spanischer Gelder weitgehend neu errichtet, denn der spanische Herrscher Philipp II. war seit 1580 in Personalunion auch König von Portugal. Weitere Schäden entstanden wahrscheinlich beim großen Erdbeben von Lissabon (1755).

## Architektur
Das Untergeschoss des unverputzten Turms der Kathedrale ist durch drei über einen Treppenaufgang zugängliche Eingänge geöffnet. Der Turm selbst verfügt über einen dreigeteilten Glockengiebel und ein im Scheitel angespitztes gotisches Portal, dessen Archivoltendekor in Form eines Diamantstabes noch an romanische Vorläufer erinnert. Das etwa 35 m lange dreischiffige Langhaus endet in drei flach schließenden Apsiden; es verfügt über mehrere Seitenkapellen. Das nur etwa 12 m hohe Mittelschiff und die etwas niedrigeren Seitenschiffe haben – wahrscheinlich wegen des Erdbebenrisikos – lediglich Holzgewölbe.

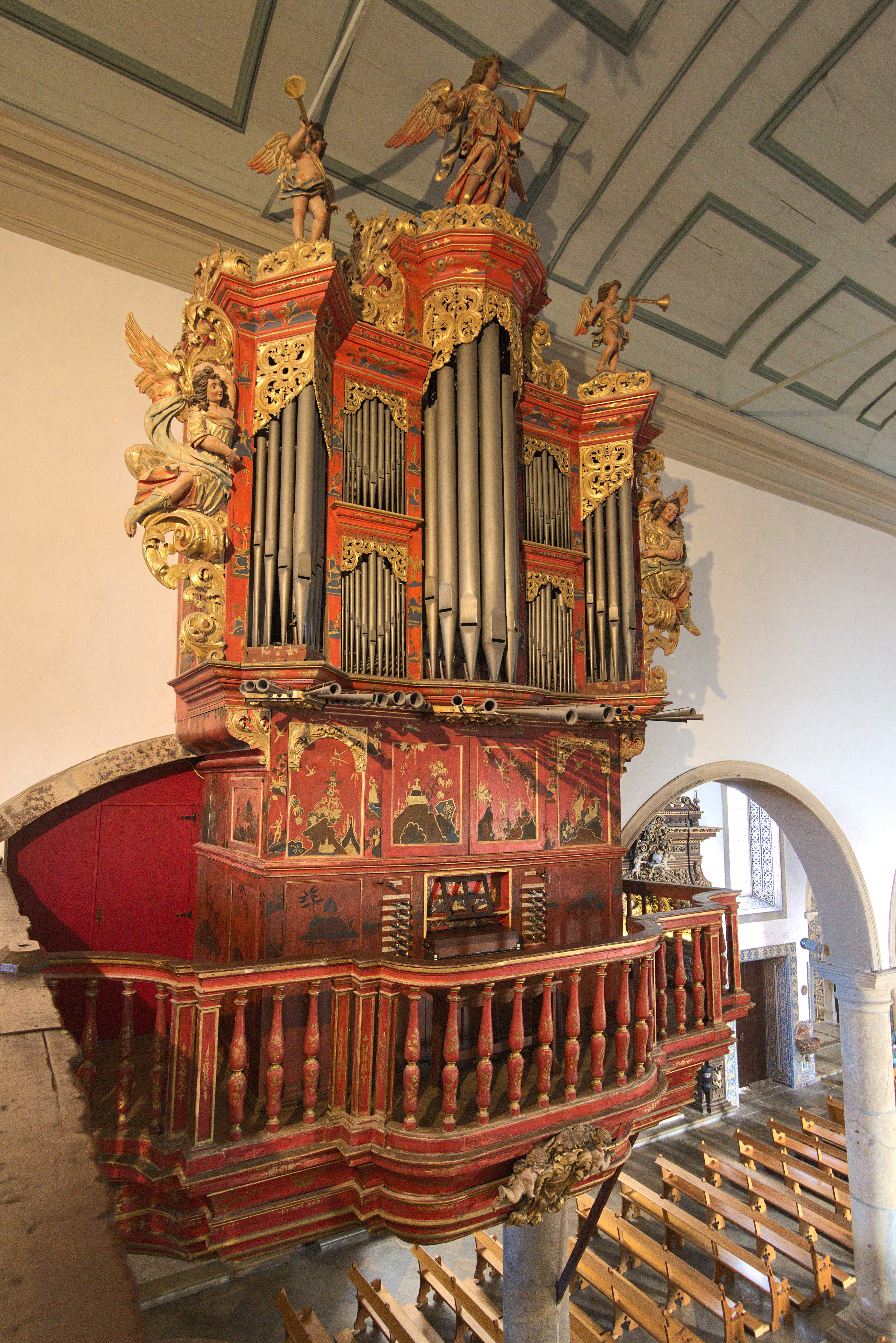
Arp-Schnitger-Orgel

## Ausstattung
Insbesondere im Chorbereich, aber auch an anderer Stelle der Kirche finden sich Azulejo-Kacheldekore aus dem 17. Jahrhundert. Die Altäre zeigen zumeist barocke Dekorformen; lediglich der Hauptaltar ist klassizistisch. Hervorzuheben sind eine liegende Christusfigur in einem gläsernen Sarg und eine Statue der Jungfrau von Fátima. 
Die Orgel der Kathedrale von Faro ist ein Werk des deutschen Orgelbauers Arp Schnitger aus den Jahren 1715/16. Sie verfügt über 25 Register auf zwei Manualen und Pedal.